# バンビ (童話)
『バンビ』（Bambi: Eine Lebensgeschichte aus dem Walde。直訳は『バンビ、林の中の暮らし』）は、オーストリアの作家フェーリクス・ザルテンが1923年に発表した動物文学小説。ノロジカの雄の子供バンビの誕生と母との別れ、困難の中で成長する物語をバンビの視点から描いている。それまでの動物文学と異なり、人間と異なる動物の視点から周囲の動物や環境、人間を見るまなざしを巧みに表現した点が画期的な作品であった。
この作品は、現在日本では知名度が低いのに対し、ディズニー・アニメ版『バンビ』の方が一層知られている。

## 邦訳
1940年、菊池重三郎による翻訳版が主婦之友社の『世界名作家庭文庫』第5巻に収録。
2021年には、福音館書店から『バンビ 森に生きる』（酒寄進一 訳、ハンス・ベルトレ画）の邦題で福音館古典童話シリーズの1作として刊行。

## 童謡
『子鹿のバンビ』（こじかのバンビ、小鹿のバンビ）は1951年に発表された作詞：坂口淳、作曲：平岡照章の童謡。ディズニー・アニメ版『バンビ』が同年、日本で公開されヒットしたことにあやかり、ビクターレコードの童謡担当の庄野正典ディレクターが企画した。レコードは童謡歌手の古賀さと子が歌い、大ヒット。レコード売上4万枚と当時の子供向けレコードとしては高い売上を記録した。
その後、同じ作詞者・作曲者・歌手による続編『バンビの誕生日』が発表されたが、こちらはヒットしなかった。

### SP盤レコード
ビクターレコードから発売された。全作詞：坂口淳、全作曲・編曲：平岡照章

#### 子鹿のバンビ（B-257）
1. 子鹿のバンビ - 3分7秒[2]
  - 歌：古賀さと子
2. 赤いリボン - 2分59秒[7]
  - 歌：古賀さと子

#### バンビの誕生日（B-498）
1. バンビの誕生日 - 3分13秒[4]
  - 歌：古賀さと子
2. みどりの遊園地 - 3分2秒[8]
  - 歌：田端典子

## 漫画
1952年に手塚治虫著で描き下ろし単行本として鶴書房から出版された。2005年に約50年ぶりに復刻され、日の目を見ることとなった。復刻版なので、昔の仮名遣いのままである。
- 『バンビ（鶴書房）』全1巻
- 『手塚治虫のディズニー漫画 バンビ・ピノキオ（講談社）』全1巻

1952年発行のこの本は、日本でのバンビの映画公開の当時にウォルトディズニープロと日本に於ける著作権の商業利用に関する代理契約を締結していた大映映画の社長であった永田雅一の許諾の下に出版されたものである。
なお、この本の表紙のカラー原稿は漫画家つのだじろうが貰い所有していた。